# Agustín Antolínez
Agustín Antolínez, OSA (6 de dezembro de 1554 – 19 de junho de 1626) foi um prelado católico romano que serviu como arcebispo de Santiago de Compostela (1624–1626) e bispo de Ciudad Rodrigo (1623–1624).

## Biografia
Agustín Antolínez nasceu em Valladolid, na Espanha, e foi ordenado sacerdote na Ordem de Santo Agostinho. No dia 10 de maio de 1623, foi nomeado durante o papado de Gregório XV como Bispo de Ciudad Rodrigo. A 24 de agosto de 1623, foi consagrado bispo por Luis Fernández de Córdoba, arcebispo de Santiago de Compostela, com Juan Bravo Lagunas, bispo de Ugento, e Antonio de Gouvea, bispo titular de Cirene, servindo como co-consagradores. No dia 1 de julho de 1624, foi nomeado durante o papado de Urbano VIII como Arcebispo de Santiago de Compostela. Serviu como Arcebispo de Santiago de Compostela até à sua morte a 19 de junho de 1626.